# Kropyvnycký rajón
Kropyvnycký rajón (ukrajinsky Кропивницький район, do roku 2018 Kirovohradský rajón, ukrajinsky Кіровоградьский район) je rajón v Kirovohradské oblasti na Ukrajině. Hlavním městem je Kropyvnyckyj a rajón má přibližně 448 tisíc obyvatel.

## Města v rajónu
- Bobrynec
- Dolynska
- Kropyvnyckyj
- Znamjanka
- Kompaniivka